# (21517) Dobi
(21517) Dobi (1998 KS52) – planetoida z grupy pasa głównego asteroid okrążająca Słońce w ciągu 3,62 lat w średniej odległości 2,36 j.a. Odkryta 23 maja 1998 roku.